# Parafia Najświętszej Marii Panny Wniebowziętej w Śremie
Parafia Najświętszej Marii Panny Wniebowziętej w Śremie – parafia w dekanacie śremskim obejmująca mieszkańców Starego Miasta. Proboszczem jest dziekan dekanatu śremskiego ks. prał. Marian Brucki. Kościołem parafialnym jest kościół pw. Najświętszej Marii Panny Wniebowziętej. Pod opieką parafii jest remontowany kościół pw. Narodzenia Najświętszej Marii Panny oraz kaplica w Mechlinie.

## Kościół parafialny

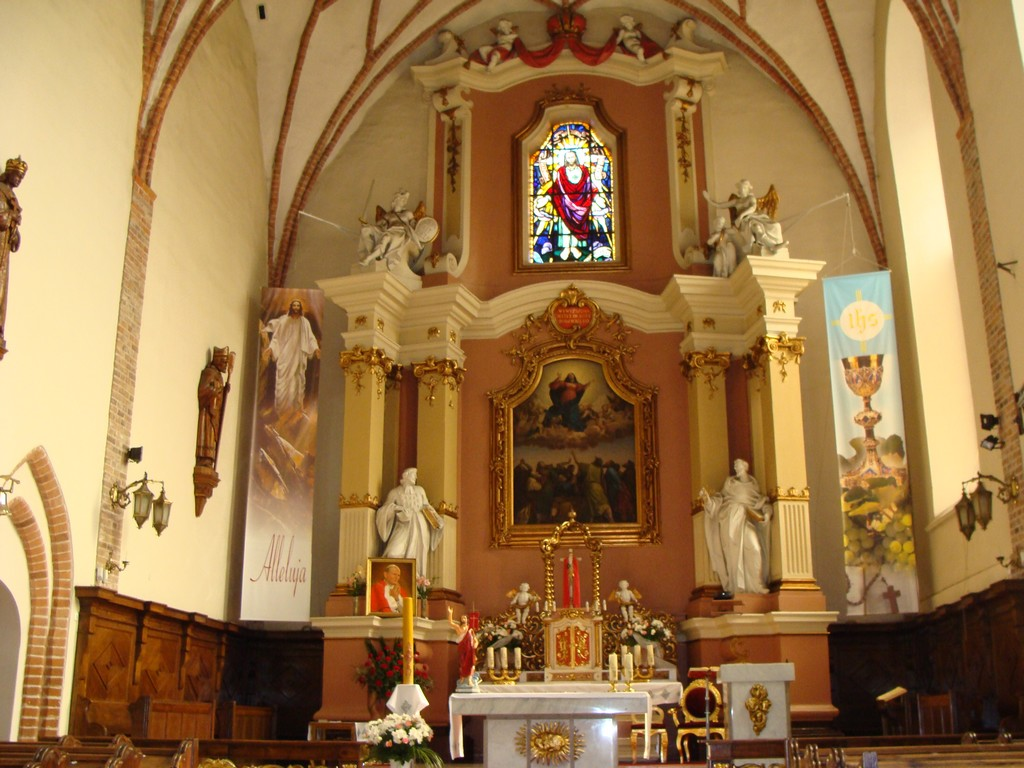
Ołtarz główny

Późnogotycki kościół zwieńczony 62-metrową wieżą. Czas jego powstania jest nieokreślony. Źródła podają datę 1393 rok. Jedna z kaplic, obecnie zakrystia, została dobudowana w 1504 roku, kilka lat później wzniesiono wieżę. Kaplica Chłapowskich powstała w 1627 roku. Jednonawowe wnętrze przykrywa sklepienie gwiaździste z XV/XVI wieku. Do wnętrza kościoła należą: ołtarz boczny, późnorenesansowy obraz Adoracja Matki Boskiej przez św. Wojciecha i św. Stanisława z ok. 1620 roku, ołtarz główny z 1892 roku, a w nim kopia obrazu Tycjana Wniebowzięcie Najświętszej Marii Panny z tego samego okresu, przyścienny manierystyczny nagrobek Jerzego Jączyńskiego, podstarościego śremskiego zmarłego w 1597 roku, obecnie w kruchcie pod wieżą. Cmentarz przy kościele kryje prochy wielu pokoleń śremian. Pośrodku znajduje się wspólna mogiła ofiar egzekucji z 1939 roku w Śremie i Zbrudzewie.

## Zespół poklasztorny Franciszkanów
Otoczony wysokim murem z dwoma barokowymi bramkami z 1770 roku. Zespół powstał na przełomie XVII i XVIII wieku, składa się z kościoła pod wezwaniem Narodzenia Najświętszej Marii Panny i dawnego klasztoru Franciszkanów W skład barokowego i rokokowego wyposażenia wchodzą: ołtarz główny z obrazem Adoracji Matki Boskiej z Dzieciątkiem przez dwóch franciszkanów z XVIII wieku, stalle w prezbiterium. Zabudowania klasztorne złożone są z trzech skrzydeł kryjących kwadratowy wirydarz. W krużganku znajduje się tablica poświęcona ojcu Hieronimowi Gruszeckiemu.

## Nabożeństwa
- msze święte[3]:
  - w niedziele: 8:00, 9:00 (Mechlin), 10:00, 11:15, 12:15, 16:00 (kościół Narodzenia N.M.P.), 18:00
  - w dni powszednie: 7:00, 18:30
  - w święta w dni pracy: 8:00, 10:00, 16:00 (Mechlin), 17:00, 18:30